# Harriet Bosse
Harriet Sofie Bosse (Oslo, 19 febbraio 1878 – Oslo, 2 novembre 1961) è stata un'attrice norvegese-svedese.
Celebrità ai suoi tempi, Bosse è oggi più comunemente ricordata come la terza moglie del drammaturgo August Strindberg. Iniziò la sua carriera in una compagnia minore gestita dall'energica sorella maggiore Alma Fahlstrøm a Kristiania (oggi Oslo). Dopo essersi assicurata un ingaggio al Teatro Reale Drammatico, il principale teatro di Stoccolma, Bosse attirò l'attenzione di Strindberg con la sua recitazione intelligente e l'esotico aspetto "orientale".
Dopo un vorticoso corteggiamento, che si legge in dettaglio nelle lettere e nel diario di Strindberg, questi e Bosse si sposarono nel 1901, quando lui aveva 52 anni e lei 23. Strindberg scrisse una serie di ruoli importanti per Bosse durante la loro breve e tempestosa relazione, soprattutto nel 1900-1901, un periodo di grande creatività e produttività per lui. Come i due precedenti matrimoni, la relazione fallì a causa della gelosia di Strindberg, che alcuni biografi hanno definito paranoica.
Lo spettro dei sentimenti di Strindberg nei confronti di Bosse, che vanno dall'adorazione alla rabbia, si riflette nei ruoli scritti per lei, o nei ritratti che ne fece. Nonostante il suo ruolo nella vita reale di musa ispiratrice di Strindberg, rimase un'artista indipendente.
Bosse sposò in seguito l'attore svedese Anders Gunnar Wingård, nel 1908, e l'attore cinematografico e regista svedese Edvin Adolphson, nel 1927. Tutti e tre i suoi matrimoni finirono con un divorzio dopo pochi anni, lasciandola con una figlia avuta da Strindberg e un figlio da Wingård. Ritiratasi dopo una carriera di attrice di alto profilo con base a Stoccolma, tornò a Oslo.

## Inizio carriera
Bosse nacque nella capitale norvegese Kristiania, oggi Oslo, tredicesima dei quattordici figli di Anne-Marie e Johann Heinrich Bosse. Suo padre, tedesco, era un editore e libraio, la cui attività portò la famiglia a risiedere alternativamente a Kristiania e a Stoccolma. Bosse visse una certa confusione quanto a identità nazionale per tutta la sua vita e percorse i 512 chilometri di viaggio in treno tra le città più volte. Bambina coraggiosa e indipendente, intraprese il viaggio da sola per la prima volta quando aveva solo sei anni.
Due delle sorelle maggiori di Bosse, Alma (1863–1947) e Dagmar (1866–1954), erano già artiste di successo quando Harriet era una bambina. Ispirata da questi modelli, Harriet iniziò la sua carriera di attrice in una compagnia di tournée norvegese gestita da sua sorella Alma e dal marito di questa, Johan Fahlstrøm (1867-1938). Invitata a interpretare Giulietta in Romeo e Giulietta, la diciottenne Harriet riferì in una lettera alla sorella Inez di essere rimasta paralizzata dalla paura del palcoscenico la sera della prima, ma di essersi poi divertita con lo spettacolo, il sipario, e il modo in cui la gente la fissava per strada il giorno dopo. Alma è stata la prima e unica insegnante di recitazione di Harriet, piuttosto autoritaria. Il loro rapporto armonioso e fraterno tra insegnante e allieva divenne teso quando Alma scoprì che suo marito Johan e Harriet avevano una relazione. Entrambi i genitori di Bosse erano ormai morti e Harriet, a cui Alma ordinò di andarsene, utilizzò la modesta eredità di suo padre per finanziare gli studi a Stoccolma, Copenaghen e Parigi.
Il palcoscenico parigino, a quel tempo in conflitto dinamico tra stili di produzione tradizionali e sperimentali, fu fonte di ispirazione per Bosse e la convinse che lo stile di recitazione realistico e di basso profilo a cui si stava formando era la scelta giusta. Ritornata in Scandinavia, era indecisa se ritagliarsi una carriera a Stoccolma, con le sue maggiori opportunità, oppure a Kristiania, con la quale aveva legami affettivi più stretti. Nonostante lo svantaggio di parlare svedese con accento norvegese, Bosse si lasciò convincere dalla sorella Dagmar, cantante d'opera, a tentare la fortuna a Stoccolma. Fece domanda per un posto al Teatro Reale Drammatico, la principale sede teatrale della città, governata dai gusti conservatori del re Oscar II e dei suoi consiglieri personali. Dopo aver lavorato duramente alle lezioni di dizione per migliorare il proprio svedese, che era la condizione posta dal teatro per assumerla, Bosse sarebbe diventata famosa sulla scena svedese per la bella voce e la precisa articolazione. Dopo aver perfezionato la lingua ad alto livello, nel 1899 fu ingaggiata dal Teatro Reale Drammatico, dove il pezzo forte del momento era l'innovativo Gustaf Vasa di August Strindberg.

## Matrimonio con August Strindberg
Sebbene Bosse sia stata una professionista di successo, è ricordata principalmente come la terza moglie del drammaturgo August Strindberg (1849-1912). Strindberg, che ebbe un'influenza importante sullo sviluppo del dramma moderno, era diventato noto a livello nazionale negli anni '70 dell'Ottocento come un giovane muckraker: socialista arrabbiato, era diventato famoso con la sua satira sulla classe dirigente svedese, La camera rossa (1879). Negli anni novanta dell'Ottocento aveva sofferto un lungo e avvilente periodo psicotico, noto come la "Crisi Inferno", e, uscendo da questa dura prova, ne rimase segnato. Passò dal naturalismo al simbolismo nella sua prolifica produzione letteraria, e le sue convinzioni e i suoi interessi all'inizio del XX secolo si concentrarono meno sulla politica e più sulla teosofia, sul misticismo e sull'occulto. Quando Bosse lo incontrò nel 1899-1900, all'età di 51 anni, era all'apice delle capacità creative, e il suo nome sul palco era di grande richiamo.
Strindberg aveva la reputazione di misogino, cosa che tutte le sue mogli negavano fermamente. Bosse ha scritto in una dichiarazione inedita che ha lasciato alla figlia avuta con Strindberg, Anne-Marie: «Durante gli anni in cui ho conosciuto e sono stata sposata con Strindberg ho visto solo un uomo completamente naturale, gentile, onorevole, fedele, un gentiluomo». Tuttavia, tutti i matrimoni di Strindberg furono rovinati dalla sua gelosia e da una sensibilità che a volte è stata considerata paranoica e delirante.

### Corteggiamento

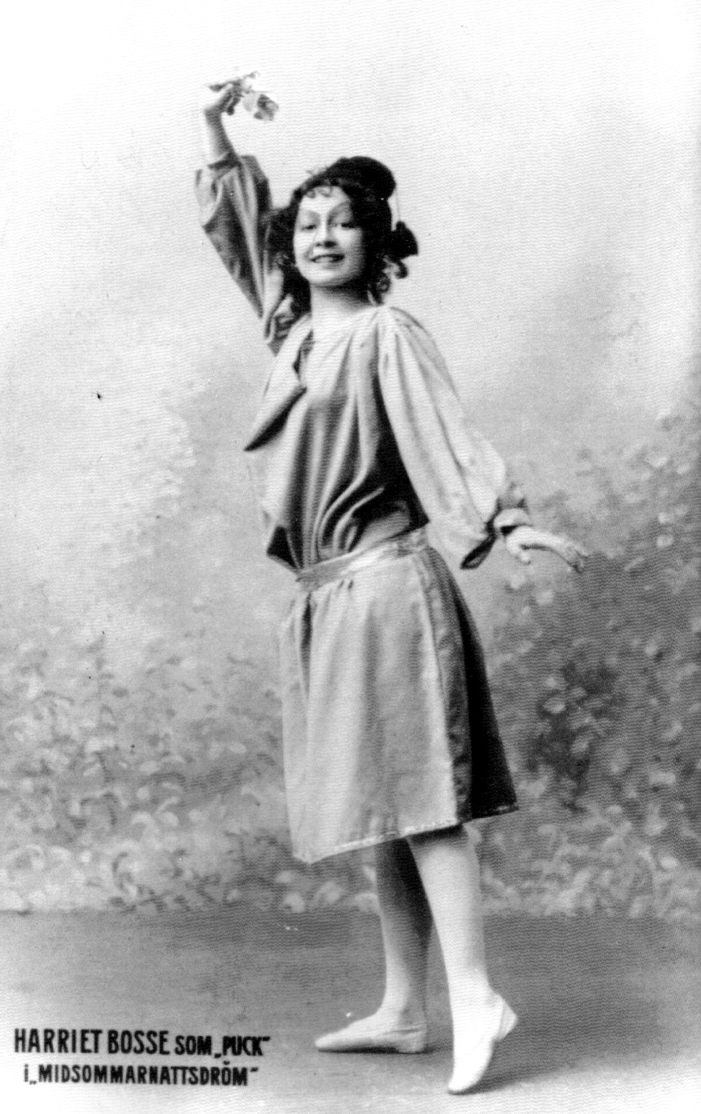
Bosse nel ruolo di Puck in Sogno di una notte di mezza estate. Dopo la fine del matrimonio, Strindberg conservò una copia a grandezza naturale di questa foto montata su un muro dietro un drappeggio.

Bosse in seguito pubblicò le lettere di Strindberg del periodo del loro corteggiamento e matrimonio. Gli episodi narrati in quelle lettere e nei commenti della stessa Bosse sono stati analizzati a lungo da biografi e psichiatri e sono diventati parte della "leggenda di Strindberg". Anche precedentemente al loro primo incontro, Bosse era stata ispirata dalla novità e dalla freschezza delle opere pionieristiche di Strindberg; un iconoclasta e radicale con due matrimoni turbolenti già alle spalle costituiva agli occhi di lei un mix intrigante e irresistibile.
Strindberg era sensibile alle donne in carriera forti e indipendenti, così come alle ragazze graziose e di aspetto delicato; come la sua prima e seconda moglie - Siri von Essen e Frida Uhl - Bosse univa in sé queste qualità. Rimase estasiato quando vide la minuta ventiduenne Bosse, scura, dall'aspetto esotico (a cui venivano spesso assegnati ruoli da folletto o quelli che erano concettualizzati come ruoli "orientali") interpretare la sua prima parte importante, il dispettoso Puck in Sogno di una notte di mezza estate. La scelse immediatamente come attrice adatta alla sua commedia Verso Damasco, e la invitò al suo studio da scapolo per discutere il ruolo. In questo famoso primo incontro, Strindberg, secondo il racconto dell'evento dato da Bosse, le venne incontro sulla porta tutto sorrisi e fascino. Offrendole vino, fiori e frutta meravigliosamente disposti, condivise con lei la sua passione per l'alchimia, mostrandole una miscela marrone dorato che le disse era oro da lui creato. Quando si alzò per andarsene, Bosse afferma che Strindberg le chiese una piuma del cappello da usare per scrivere le sue opere teatrali. Bosse gliela regalò e lui usò questa piuma, con l'inserto del pennino in acciaio, per scrivere tutti i suoi drammi durante il loro matrimonio. Ora è al Museo Strindberg di Stoccolma.
Strindberg corteggiò Bosse inviandole libri sulla teosofia e l'occulto, tentando di modellare la sua mente e promuovendo la sua carriera. Lanciandosi a scrivere opere teatrali con parti centrali che riteneva adatte a lei, cercò di convincerla a recitarle, e la direzione del Teatro Reale Drammatico a ingaggiarla. Bosse afferma nella sua edizione delle Lettere che tendeva a tirarsi indietro, così come la direzione, essendo d'accordo sul fatto che le mancava l'esperienza per ruoli importanti e complessi. Strindberg, una potenza del teatro, tuttavia spesso prevalse. Il ruolo di Eleonora in Pasqua (1901), che intimidì Bosse per la sua sensibilità e delicatezza,  ma che alla fine si impegnò a interpretare, si rivelò essere il ruolo più amato e di maggior successo di Bosse, e un punto di svolta nella relazione fra i due. Si fidanzarono nel marzo 1901, durante le prove di Pasqua, in quello che secondo il racconto di Bosse potrebbe essere l'episodio più noto della leggenda di Strindberg. Bosse racconta di come lo andò a trovare per chiedergli di affidare la parte a un'attrice più esperta, ma lui le assicurò che sarebbe stata perfetta per quella parte. «Poi mi mise le mani sulle spalle, mi guardò a lungo e ardentemente e chiese: "Vorrebbe avere un bambino con me, signorina Bosse?" Ho fatto un inchino e ho risposto, come ipnotizzata: "Sì, grazie!" - e ci siamo fidanzati».

### Matrimonio e divorzio
Il matrimonio si celebrò il 6 maggio 1901. Strindberg insistette affinché Bosse non portasse nessuno dei suoi beni nella casa che aveva arredato per lei, creando un «ambiente in cui crescerla e dominarla». In questo ambiente, il suo gusto per la decorazione degli interni si rivelò oscariano e antiquato, con piedistalli, aspidistre e mobili da sala da pranzo in orribile imitazione del rinascimento tedesco, secondo il giudizio, più moderno, di Bosse. 

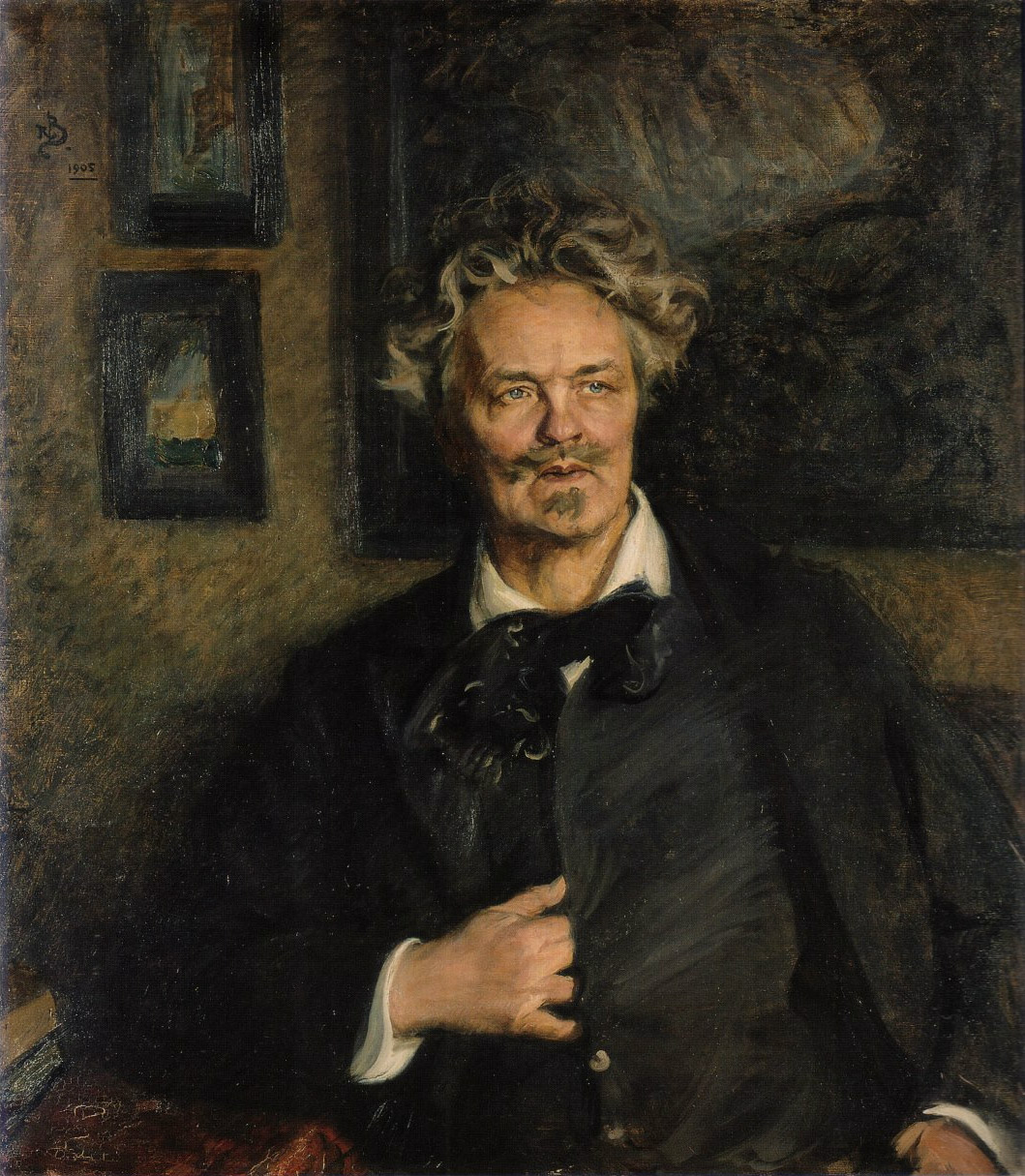
Ritratto di Strindberg di Richard Bergh, 1905

Tendendo verso la vita a venire, spiegò Strindberg, non poteva ammettere nulla nell'appartamento che conducesse il pensiero verso il terreno e il materiale. Nei suoi commenti alle Lettere, Bosse descrisse con lealtà e affetto l'atteggiamento protettivo di Strindberg e i suoi sforzi per portare con sé la giovane moglie lungo i propri sentieri spirituali; tuttavia ella si irritava per questi sforzi, sottolineando che lei, a 22 anni, non aveva nemmeno lontanamente finito con questo mondo. Sempre più agorafobico, Strindberg tentò di superare le sue ansie e di permettere alla giovane moglie le tanto desiderate escursioni estive. Pianificava gite al sole in carrozze a noleggio, ma spesso intervenivano le mistiche "Potenze" che lo governavano. La crisi arrivò già nel giugno 1901, quando Strindberg organizzò, e poi annullò all'ultimo momento, un viaggio di nozze in Germania e Svizzera. Bosse scrive nelle Lettere che non aveva altro da fare che restare a casa e soffocare le lacrime mentre Strindberg tentava di consolarla regalandole una guida Baedeker «per leggere un viaggio».

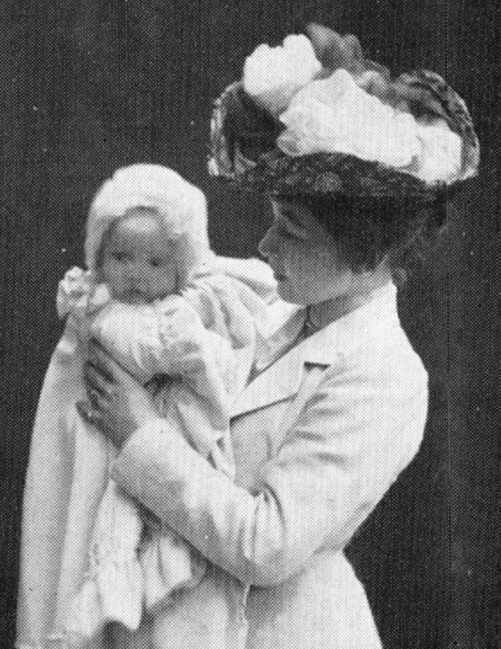
Bosse con la figlia Anne-Marie, all'età di sei mesi

Il viaggio annullato fu l'inizio della fine. Una Bosse piangente e provocatoria se ne andò da sola alla località balneare di Hornbæk in Danimarca, un viaggio molto più breve, ma per i suoi sensi deliziosamente rinfrescante. Lì, fu presto raggiunta dalle lettere di Strindberg, piene di rimorso per averle causato dolore, e poi dallo stesso Strindberg, che si preparava a sopportare la vita sociale che invece Bosse apprezzava. Tuttavia, la relazione naufragò rapidamente nella gelosia e nel sospetto, come quando Strindberg colpì un fotografo in testa con il bastone, incapace di sopportare qualsiasi attenzione verso la moglie. In agosto, quando Bosse scoprì di essere incinta, nemmeno la gioia di Strindberg (era un genitore affettuoso dei quattro figli avuti dai suoi precedenti matrimoni) riuscì a salvare un matrimonio pieno di diffidenza e accuse. Ciò viene illustrato nelle lettere sempre più frenetiche di Strindberg a Bosse. Quando il 25 marzo 1902 nacque la figlia Anne-Marie, i due vivevano già separati. «Per il bene di entrambi è meglio che io non ritorni», scrisse Bosse in una lettera a Strindberg. «Una continuazione della vita accompagnata dal sospetto di ogni mia parola, di ogni mio atto, sarebbe la mia fine». Su insistenza di lei, Strindberg iniziò la procedura di divorzio.

### I ruoli di Strindberg per Bosse
La relazione tra i due era molto drammatica: Strindberg oscillava dall'adorazione di lei come rigeneratrice della sua creatività («adorabile, amabile e gentile») alla gelosia selvaggia (chiamandola «donna piccola e cattiva», «malvagia», «stupida», «arrogante», «velenosa» e «puttana»). Le sue lettere mostrano che Bosse ispirò diversi personaggi importanti delle sue opere teatrali, soprattutto nel corso del 1901, e che la manipolò promettendole di fare in modo che lei potesse interpretarle. Durante il breve, intenso e creativo periodo del 1901, i ruoli scritti da Strindberg per Bosse riflettono questa combinazione di adorazione e «sospetto di ogni parola, di ogni atto». Carla Waal conta otto ruoli minori e sei maggiori scritti per Bosse, o che di lei erano il ritratto, molti dei quali classici della storia del teatro occidentale. I ruoli principali elencati da Waal sono La Signora in Verso Damasco (1900; in gran parte già scritto quando Bosse e Strindberg si incontrarono, ma usato tra loro per rafforzare la loro intimità); Eleonora in Pasqua (1901; modellata sulla sorella di Strindberg, Elisabeth, ma destinata a Bosse come protagonista); Henriette in Delitto e delitto (1901); Cigno bianco in Cigno bianco (1901); Cristina nella Regina Cristina (1901); e la figlia di Indra ne Il sogno (1902). Bosse non recitò mai nel Cigno bianco, anche se Strindberg continuava a proporlo, e anche se molti anni dopo avrebbe descritto questa pièce come il regalo di nozze di Strindberg per lei.

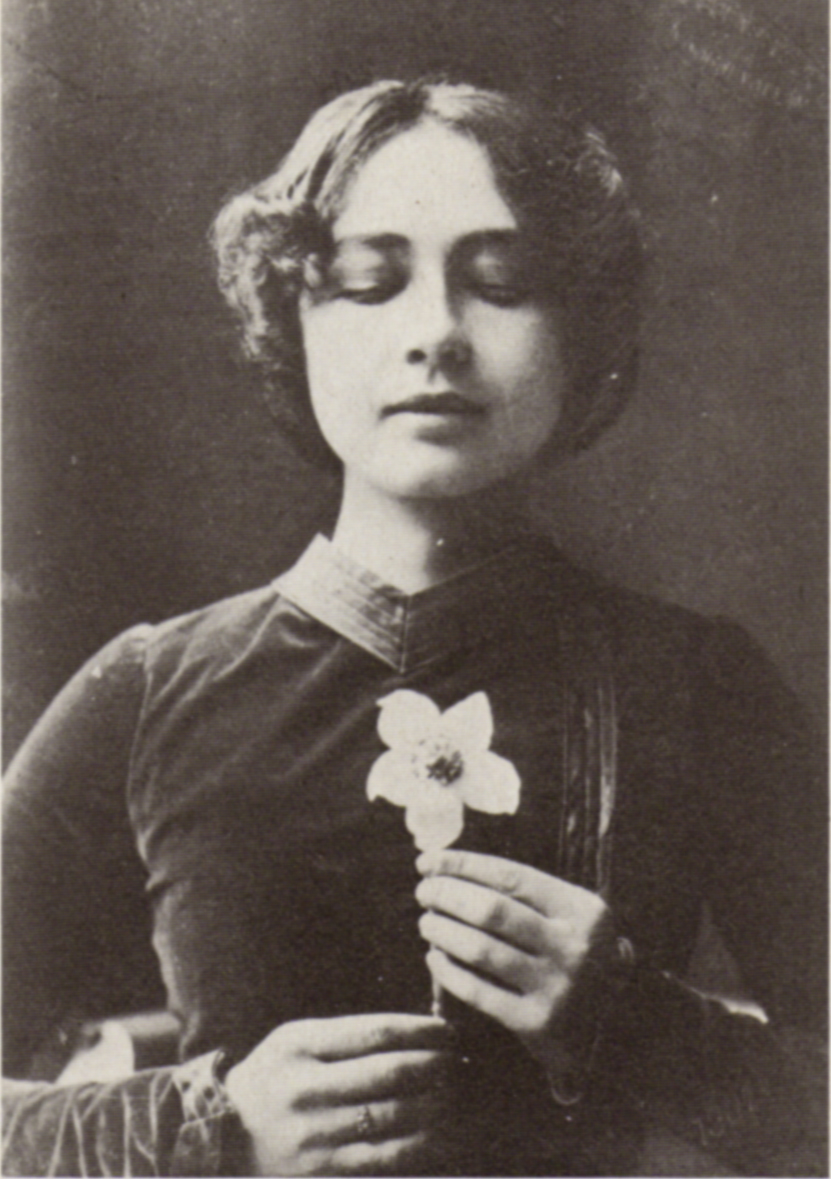
Bosse nel ruolo della Signora nella prima di Verso Damasco al Teatro Reale nel 1900.

Strindberg ha affermato che Regina Cristina era una "spiegazione" del carattere di Bosse come quello di un'attrice nella vita reale, civettuola e ingannevole. Nella sua biografia di Strindberg, Lagercrantz descrive quest'opera come una sinossi dell'intero corso del matrimonio Bosse-Strindberg. Vede i cortigiani come rappresentanti delle varie fasi delle emozioni di Strindberg: Tott, nel primo bagliore dell'amore; de la Gardie, tradito ma leale; Oxenstierna, che l'ha respinta. Ciascuno dei tre uomini pronuncia parole che lo stesso Strindberg aveva detto a Bosse.
Il sogno si posiziona a metà della serie di ritratti di Strindberg del proprio matrimonio, con il ruolo di Bosse intriso sia di luce che di oscurità. Con la sua struttura onirica associativa, quest'opera è una pietra miliare del dramma modernista, descritta da Strindberg come un riflesso senza legge della coscienza del Sognatore (Strindberg stesso), limitata solo dalla sua immaginazione che «tesse e tesse nuovi modelli... su una base insignificante della realtà». Agnes, interpretata e rappresentata da Bosse, è la figlia del dio vedico Indra, che scende sulla terra per osservare la vita umana e riportare le sue delusioni all'attenzione del suo divino padre. L'aspetto "orientale" dell'opera è basato sull'aspetto oscuro ed esotico di Bosse. Eppure è anche trascinata nella mera umanità e in un matrimonio claustrofobico con L'Avvocato, una delle versioni del Sognatore e, quindi, di Strindberg. Chiusa in casa da un marito possessivo, Agnes non riesce a respirare; osserva sconsolata la domestica che lavora per escludere la luce e l'aria dalla casa incollando strisce di carta isolante lungo i bordi delle finestre. È riconoscibile che la «base insignificante della realtà» del matrimonio di Agnes con L'Avvocato è la frustrazione della neo-sposa Bosse, desiderosa di aria fresca, sole e viaggi ma che si è lasciata ingannare da un Baedeker.

## Indipendenza

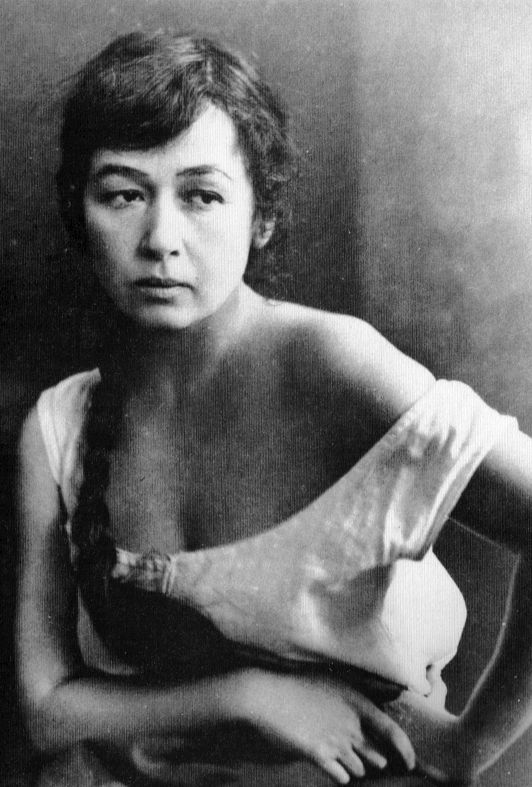
Bosse nel ruolo di Steinunn in Il desiderio di Jóhann Sigurjónsson, 1917

Sia prima che dopo il divorzio da Strindberg, Bosse era una celebrità a pieno titolo a Stoccolma. La sua indipendenza e il suo status di autosufficienza le fecero guadagnare la reputazione di essere volitiva e supponente, chiedendo e ricevendo una paga elevata e ruoli significativi. Lasciò il Teatro Reale Drammatico con il suo repertorio convenzionale e iniziò a lavorare allo Svenska teatern di Albert Ranft, dove lei e l'abile ma più modesto attore (Anders) Gunnar Wingård (1878–1912) formarono una popolare squadra di co-protagonisti. Viaggiò spesso, in particolare come attrice ospite per spettacoli a Helsinki, lasciando la piccola Anne-Marie con Strindberg, padre competente e affettuoso. Nel 1907 Bosse fece la storia del teatro come figlia di Indra nell'epocale Il sogno di Strindberg. Lei e Strindberg si incontravano settimanalmente per cena a casa di lui e rimasero amanti finché lei non interruppe i legami in preparazione al suo matrimonio con Gunnar Wingård nel 1908. Nel 1909 i Wingård ebbero un figlio, Bo. Anche questo matrimonio fu breve e terminò con il divorzio nel 1912. Secondo alcune voci la causa del divorzio fu l'infedeltà di Wingård, tuttavia, Strindberg udì pettegolezzi secondo cui i grandi debiti di Wingård minacciavano le finanze di Bosse.
Nel 1911, divorziata e con due figli da accudire e mantenere, Bosse tornò al Teatro Reale Drammatico. Strindberg a quel tempo era malato terminale di cancro, e morì il 14 maggio 1912. Il 1912 fu complessivamente un anno di morte e disastro per le famiglie Bosse e Strindberg: il figlio di Alma Fahlstrøm, Arne, affondò con il Titanic il 15 aprile; La prima moglie di Strindberg, Siri von Essen, morì più tardi nello stesso mese; la figlia di von Essen e Strindberg, Greta,  giovane attrice promettente, rimase uccisa in un incidente ferroviario a giugno; e il marito divorziato di Bosse, Gunnar Wingård, si sparò il 7 ottobre. Il funerale di Strindberg fu un evento nazionale, e anche la morte di Gunnar Wingård, attore popolare e affascinante, fu oggetto di dolore pubblico. Durante questi eventi sconvolgenti, che lasciarono entrambi i suoi figli senza padre, Bosse mantenne il proprio fitto programma, a parte alcuni giorni liberi, sconvolta e addolorata, dopo il suicidio di Wingård. Per mesi ricevette lettere anonime e telefonate minacciose, che la incolpavano della depressione e della morte di Wingård.
Il terzo matrimonio di Bosse, 1927–32, fu con Edvin Adolphson (1893–1979), quindici anni più giovane di lei. Adolphson aveva abbandonato la sua carriera teatrale per diventare regista e uno dei più noti attori cinematografici svedesi, un idolo robusto e bello il cui personaggio sullo schermo, Nils Beyer, richiamava una combinazione di «apache, gangster e gigolo».
Bosse realizzò due film, girati e diretti in modo ambizioso e basati su romanzi di noti scrittori. Il risultato artistico di I figli di Ingmar (1919) fu molto apprezzato. Diretto e interpretato da Victor Sjöström, era basato su un romanzo del Premio Nobel Selma Lagerlöf; molti anni dopo, Ingmar Bergman vi si riferì come  «film magnifico e straordinario» e riconobbe il proprio debito nei confronti di Sjöström. Bosse, che interpretava la protagonista femminile Brita, definì I figli di Ingmar «l'unico film svedese degno di nota in cui ho lavorato». Tuttavia, il film non riuscì a dare alla sua carriera il nuovo inizio che l'industria cinematografica svedese aveva dato a Edvin Adolphson, e passarono diciassette anni prima che realizzasse un altro film. Questo fu Bombi Bitt och jag (1936), il suo unico film sonoro, basato sul popolare romanzo omonimo di Fritiof Nilsson Piraten e diretto da Gösta Rodin. Bombi Bitt fu una produzione di successo, anche se più leggera, con un ruolo minore per Bosse ("Franskan").

## Il ritiro
Dopo molti anni di recitazione ambiziosa e ricca di successi, negli anni trenta Bosse scoprì che le sue opzioni si stavano restringendo. La Grande depressione le causò difficoltà economiche e, anche se dimostrava meno dei suoi anni, i ruoli femminili più importanti erano fuori dalla sua fascia di età. La sua tecnica era ancora spesso lodata, ma talvolta anche percepita come antiquata e di maniera, rispetto allo stile più orientato all'insieme dell'epoca. Ritrovandosi non richiesta da qualsiasi teatro di repertorio svedese, riuscì a tornare al Teatro Real Drammatico solo per mezzo di abili persuasioni e puntuali richiami alla sua lunga carriera. Umile impiegata con basso stipendio, interpretò solo quindici ruoli, tutti minori, durante i suoi ultimi dieci anni al Teatro Reale, 1933-1943.
Ritirandosi dalle scene durante la seconda guerra mondiale, Bosse prese in considerazione l'idea di tornare a Oslo, la casa della sua infanzia e giovinezza. Entrambi i suoi figli si erano stabiliti lì. Il trasferimento fu ritardato di dieci anni, durante i quali viaggiò quando possibile, e quando infine avvenne, nel 1955, lo considerò un errore. La morte di suo fratello Ewald nel 1956 la lasciò l'unica sopravvissuta dei quattordici figli di Anne-Marie e Johann Heinrich Bosse. «Quanto desidero disperatamente Stoccolma»", scriveva a un'amica nel 1958,  «tutta la mia vita è lì». Divenne cronicamente malinconica, sopportando problemi di salute e amari ricordi della fase finale della sua carriera teatrale. Morì il 2 novembre 1961 a Oslo. 
Bosse ha sempre tutelato la sua privacy, tanto che il libro di memorie che scrisse sulla sua vita con Strindberg fu ritenuto poco interessante e troppo discreto per essere pubblicabile.